# Jüdischer Friedhof (Wünnenberg)

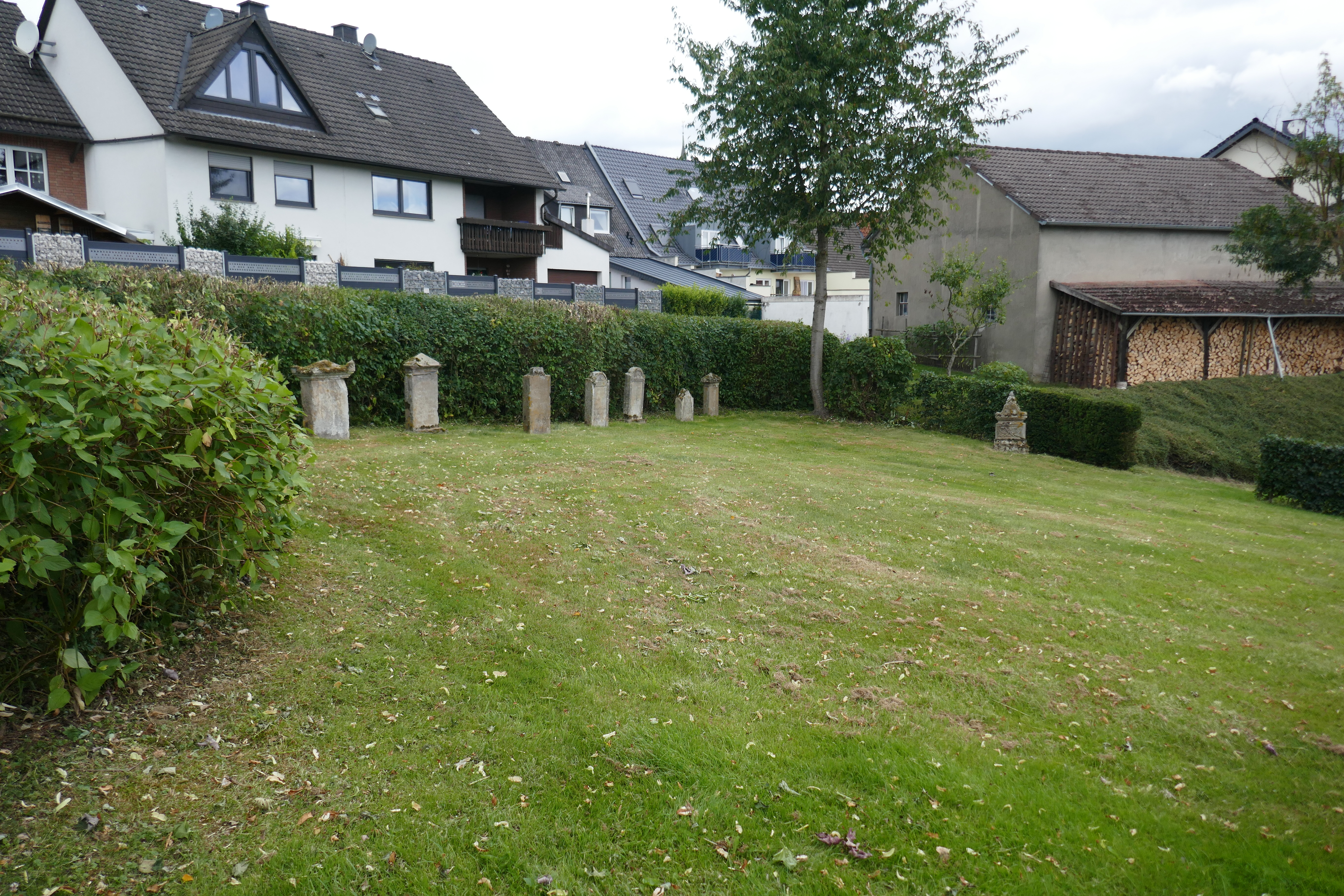
Jüdischer Friedhof in Wünnenberg

Der Jüdische Friedhof Wünnenberg  befindet sich in der Stadt Bad Wünnenberg im Kreis Paderborn in Nordrhein-Westfalen. Als jüdischer Friedhof ist er ein Baudenkmal. Auf dem Friedhof am Hoppenberg in der Oberstadt sind 20 Grabsteine in zwei Reihen erhalten. 

## Geschichte
Der Friedhof wurde vermutlich im Jahr 1820 eröffnet und um 1901 eingefriedet. Die letzte Bestattung fand 1922 statt. Die Synagogengemeinde Wünnenberg wurde 1932 aufgelöst, der Friedhof und die Synagoge in der Schäferstraße wurden von der Synagogengemeinde Haaren übernommen. Während der NS-Zeit wurde der Friedhof verwüstet. Er wurde im Dezember 1940 von der Zivilgemeinde Wünnenberg erworben und nach 1945 restituiert. Der Friedhof mit einer Größe von 1479 m² steht seit 1987 unter Denkmalschutz.